# 蘆名氏方
蘆名氏方（1516年－1561年）是日本戰國時代武將。蘆名氏第15代當主盛舜的庶子。幼名吉祥丸。長大後稱山城守，被稱呼為東殿。
生母（川野御前）是白拍子（日本歌舞的一種以及演出的藝人）。因此在四郎丸（盛氏）誕生時遷出黑川城並由富田義實養育。
永祿4年（1561年）2月，在盛氏攻擊長沼實國之際，與留守在黑川城的義實父子發動謀叛，但是在數日後被鎮壓，在東山與家臣一同自殺。